# Singly na prvním místě v roce 1941 (USA)
Seznam písní, které se dostaly na první #1 příčku americké hitparády Billboard.
Žebříek se nazývá National List of Best Selling Retail Records a je předchůdcem dnešního Hot 100 žebříčku.
| Datum        | Skladba                             | Interpret     |
| 4. leden     | "Frenesi"                           | Artie Shaw    |
| 11. leden    | "Frenesi"                           | Artie Shaw    |
| 18. leden    | "Frenesi"                           | Artie Shaw    |
| 25. leden    | "Frenesi"                           | Artie Shaw    |
| 1. únor      | "Frenesi"                           | Artie Shaw    |
| 8. únor      | "Frenesi"                           | Artie Shaw    |
| 15. únor     | "Frenesi"                           | Artie Shaw    |
| 22. únor     | "Frenesi"                           | Artie Shaw    |
| 1. březen    | "Frenesi"                           | Artie Shaw    |
| 8. březen    | "Frenesi"                           | Artie Shaw    |
| 15. březen   | "Song of the Volga Boatmen"         | Glenn Miller  |
| 22. březen   | "Frenesi"                           | Artie Shaw    |
| 29. březen   | "Amapola (Pretty Little Poppy)"     | Jimmy Dorsey  |
| 5. duben     | "Amapola (Pretty Little Poppy)"     | Jimmy Dorsey  |
| 12. duben    | "Amapola (Pretty Little Poppy)"     | Jimmy Dorsey  |
| 19. duben    | "Amapola (Pretty Little Poppy)"     | Jimmy Dorsey  |
| 26. duben    | "Amapola (Pretty Little Poppy)"     | Jimmy Dorsey  |
| 3. květen    | "Amapola (Pretty Little Poppy)"     | Jimmy Dorsey  |
| 10. květen   | "Amapola (Pretty Little Poppy)"     | Jimmy Dorsey  |
| 17. květen   | "Amapola (Pretty Little Poppy)"     | Jimmy Dorsey  |
| 24. květen   | "Amapola (Pretty Little Poppy)"     | Jimmy Dorsey  |
| 31. květen   | "Amapola (Pretty Little Poppy)"     | Jimmy Dorsey  |
| 7. červen    | "My Sister and I"                   | Jimmy Dorsey  |
| 14. červen   | "Maria Elena"                       | Jimmy Dorsey  |
| 21. červen   | "Daddy"                             | Sammy Kaye    |
| 28. červen   | "My Sister and I"                   | Jimmy Dorsey  |
| 5. červenec  | "Maria Elena"                       | Jimmy Dorsey  |
| 12. červenec | "Daddy"                             | Sammy Kaye    |
| 19. červenec | "Daddy"                             | Sammy Kaye    |
| 26. červenec | "Daddy"                             | Sammy Kaye    |
| 2. srpen     | "Daddy"                             | Sammy Kaye    |
| 9. srpen     | "Daddy"                             | Sammy Kaye    |
| 16. srpen    | "Daddy"                             | Sammy Kaye    |
| 23. srpen    | "Daddy"                             | Sammy Kaye    |
| 30. srpen    | "Green Eyes (Aquellos Ojos Verdes)" | Jimmy Dorsey  |
| 6. září      | "Green Eyes (Aquellos Ojos Verdes)" | Jimmy Dorsey  |
| 13. září     | "Green Eyes (Aquellos Ojos Verdes)" | Jimmy Dorsey  |
| 20. září     | "Green Eyes (Aquellos Ojos Verdes)" | Jimmy Dorsey  |
| 27. září     | "Blue Champagne"                    | Jimmy Dorsey  |
| 4. říjen     | "Piano Concerto in B Flat"          | Freddy Martin |
| 11. říjen    | "Piano Concerto in B Flat"          | Freddy Martin |
| 18. říjen    | "Piano Concerto in B Flat"          | Freddy Martin |
| 25. říjen    | "Piano Concerto in B Flat"          | Freddy Martin |
| 1. listopad  | "Piano Concerto in B Flat"          | Freddy Martin |
| 8. listopad  | "Piano Concerto in B Flat"          | Freddy Martin |
| 15. listopad | "Piano Concerto in B Flat"          | Freddy Martin |
| 22. listopad | "Piano Concerto in B Flat"          | Freddy Martin |
| 29. listopad | "Chattanooga Choo Choo"             | Glenn Miller  |
| 6. prosinec  | "Chattanooga Choo Choo"             | Glenn Miller  |
| 13. prosinec | "Chattanooga Choo Choo"             | Glenn Miller  |
| 20. prosinec | "Elmer's Tune"                      | Glenn Miller  |
| 27. prosinec | "Chattanooga Choo Choo"             | Glenn Miller  |